# Verba volant, scripta manent.
Verba volant, scripta manent e латинска сентенция.
Буквално преведена означава „Казаното отлита, написаното остава“.
Това е стара сентенция, използвана в реч на Тит Флавий пред Сената, с което поощрява използването на писмени документи в обществените дела, защото произнесените думи могат лесно да бъдат забравени.
Сентенцията е използвана в герба на Нотариалната камара на Република България. https://www.notary-chamber.bg/bg